# Solnitsata
Solnitsata (Bulgaars: Солницата, "zoutbron") was een nederzetting uit de kopertijd in de buurt van de stad Provadia in het oosten van Bulgarije. Bulgaarse archeologen beschouwen het als de oudste stad van Europa.
Haar bloeitijd lag tussen 4700 tot 4200 v.Chr., van de neolithische Karanovo III-IV-periode tot de Gumelnițacultuur in de kopertijd. Onder de overblijfselen van de stad zijn de ruïnes van huizen met twee verdiepingen, een aantal kuilen verondersteld voor rituelen te zijn gebruikt, versterkte muren en delen van een poort.
De nederzetting was ommuurd om het zout, in de oudheid een cruciale grondstof, te beschermen. Zout is te allen tijde een belangrijke grondstof geweest en werd vaak over grote afstanden verhandeld. De zoutbron van Solnitsata kenmerkte zich door een bijzondere reinheid. Het gehalte van natriumchloride in de pekel was 67%. De pekel werd in vlakke kommen gegoten en in speciale ovens verhit om het water te verdampen. De stad was waarschijnlijk de bron van zout voor de hele Balkan. 
De grote collectie gouden voorwerpen in het grafveld van Varna doet vermoeden dat de zouthandel daar tot aanzienlijke rijkdom leidde. 
Hoewel de nederzetting naar schatting slechts 350 inwoners telde, vervulde zij volgens de onderzoeker Vassil Nikolov alle criteria voor een prehistorische stad. Deze mening wordt echter niet algemeen gedeeld.
De stad wordt verondersteld door een aardbeving te zijn verwoest.